# Grapevine
Grapevine város az USA Texas államában, Dallas, Tarrant és Denton megyében. Lakosainak száma 50 631 fő (2020. április 1.).

## Népesség
A település népességének változása:

| 2010 | 46 334 |
| 2020 | 50 631 |